# Partido Independiente Escazuceño
Independiente Escazuceño es un partido político del cantón de Escazú, Costa Rica. Fundado en noviembre del 2014 como resultados de la división cantonal en ese momento del Partido Liberación Nacional. Actualmente se encuentra inactivo y sin renovar estructuras.

## Historia
Su candidato a alcalde en las Elecciones Municipales del 2016, primeras en participar, fue el Lic. Marco Antonio Segura Seco, exalcalde del cantón por ocho años (2003-2007 y 2007-2011) por el Partido Liberación Nacional. Al ser un fruto de la separación de gente de Liberación Nacional, su papeleta también contaba con excandidatos a regidores y concejales de este partido.
Es el segundo partido existente a nivel del cantón de Escazú, anteriormente este cantón solo contaba con un partido cantonal y único hasta el momento, Yunta Progresista Escazuceña, lo cual desató, también, una rivalidad política, no solo por el historial de sus candidatos, sino también por el hecho de ser cantonal.

### Elecciones Municipales 2016
El resultado no fue tan malo para ser un partido primerizo, superando la barrera porcentual para obtener deuda política (aporte estatal a sus gastos) pero no alcanzó la expectativa de sus integrantes al no poder lograr ningún puesto de elección popular. Obteniendo 880 votos para Alcalde, quedando de cuarto lugar por detrás del Movimiento Libertario, Liberación Nacional y el ganador, Yunta Progresista Escazuceña.
Para regidores, obtuvo 976 votos, obteniendo el cuarto lugar nuevamente; por último para Síndicos y Concejales, obtuvo 339 votos, también dejándose el cuarto lugar.

### Elecciones Municipales 2020
Para las elecciones municipales del 2020 el Partido Independiente Escazuceño no presentó candidaturas.